# Sprognævn
Et sprognævn er en institution, der har til opgave at danne eller beskrive normer og/eller regler  for et bestemt sprog. Nogle dialekter har også sprognævn.
I Danmark har Dansk Sprognævn til opgave at udgive Retskrivningsordbogen og følge det danske sprogs udvikling.
Sprognævnet for Færøerne er Føroyska málnevndin (Færøsk Sprognævn), for Grønland er Oqaasiliortut.